# Göteborgs-Postens litteraturpris
Göteborgs-Postens litteraturpris är ett årligt litterärt pris på 50 000 kronor (2013) som delas ut av Göteborgs-Posten (GP).

## Pristagare
- 1987 – Ragnar Strömberg
- 1988 – Ulla Isaksson
- 1989 – Sun Axelsson
- 1990 – Stig Larsson
- 1991 – Ola Larsmo
- 1992 – Tua Forsström
- 1993 – Lars Andersson
- 1994 – Gunnar D. Hansson
- 1995 – Inger Edelfeldt
- 1996 – Magnus Dahlström
- 1997 – Lars Jakobson
- 1998 – Ann Jäderlund
- 1999 – Magnus Hedlund
- 2000 – Mare Kandre
- 2001 – Jan Henrik Swahn
- 2002 – Ulf Eriksson
- 2003 – Ellen Mattson
- 2004 – Lotta Lotass
- 2005 – Monika Fagerholm
- 2006 – Marie Silkeberg
- 2007 – Ulf Karl Olov Nilsson
- 2008 – John Ajvide Lindqvist
- 2009 – Kerstin Norborg
- 2010 – Per Johansson
- 2011 – Malte Persson
- 2012 – Eva-Marie Liffner
- 2013 – Hanna Nordenhök
- 2014 – Patrick  Modiano

### Fotnoter
1. ↑  ”Malte Persson får Göteborgs-Postens litteraturpris”. Göteborgs-Posten. Arkiverad från originalet den 8 mars 2012. https://web.archive.org/web/20120308022921/http://info.gp.se/omgp/pressrum/1.730737. Läst 28 maj 2012.